# Dimerandra latipetala
Dimerandra latipetala är en orkidéart som beskrevs av Emily Steffan Siegerist. Dimerandra latipetala ingår i släktet Dimerandra och familjen orkidéer. Inga underarter finns listade i Catalogue of Life.